# 金和
金和（1540年—？），字元節，號餘山，直隸蘇州府長洲縣民籍，吳縣人，明朝政治人物。

## 生平
嘉靖四十年（1561年）辛酉科應天府鄉試第五十五名，萬曆二年（1574年）甲戌科會試第一百七十三名，登三甲第一百九十四名進士。官至兵部郎中。

## 家族
曾祖金佩；祖父金式；父金相。母朱氏。永感下。兄金重、金鉉、金礪。